# Барон Хасси

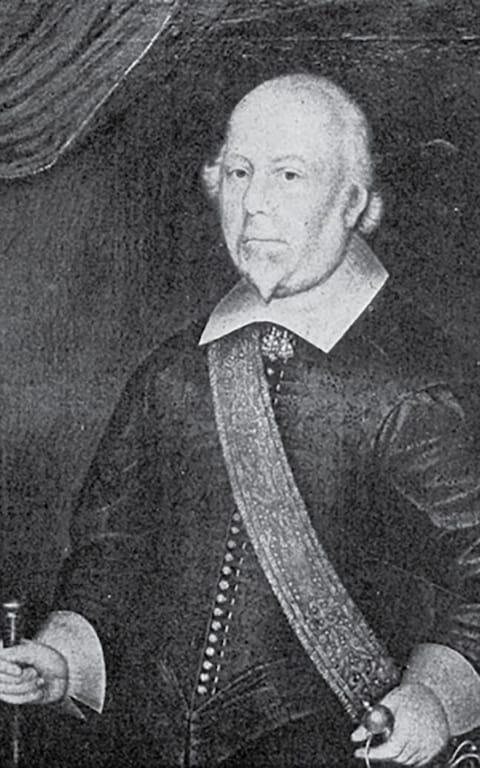
Джон Хасси, 1-й барон Хасси из Слифорда (1529—1537)

Барон Хасси (англ. Baron Hussey, также иногда Baron Hussee) — баронский титул, который трижды (1295, 1348 и 1529) создавался в системе Пэрства Англии.

## История
Впервые баронский титул был создан 23 июня 1295 года для Генри Хасси (1265—1332). В 1470 году после смерти Николаса Хасси, 7-го барона Хасси, баронский титул исчез.
Вторично баронский титул был создан 20 ноября 1348 года для Джона Хасси (ум. 1361), который был вызван в парламент в качестве лорда Хасси. После его смерти титул снова исчез.
В третий раз титул был создан 1 декабря 1529 года для сэра Джона Хасси из Слифорда (14765/1466 — 1537), главного дворецкого Англии в 1521—1537 годах. В 1537 году Джон Хасси был обвинён в государственной измене, лишён титула и обезглавлен. После его казни баронский титул исчез.

### Пожизненный пэр
В 1996 году бывший председатель Совета управляющих BBC (англ.) Мармадьюк Хасси (1923—2006) был пожалован пожизненным пэром с титулом барон Хасси из Норт-Брэдли.

## Бароны Хасси, первая креация (1295)
- Генри Хасси, 1-й барон Хасси (1265—1332)
- Генри Хасси, 2-й барон Хасси (1302—1349), сын 1-го барона
- Генри Хасси, 3-й барон Хасси (умер в 1349), внук 2-го барона
- Генри Хасси, 4-й барон Хасси (умер в 1384)
- Генри Хасси, 5-й барон Хасси (1362—1409)
- Генри Хасси, 6-й барон Хасси (умер в 1460)
- Николас Хасси, 7-й барон Хасси (умер в 1470)

## Бароны Хасси, вторая креация (1348)
- Джон Хасси, 1-й барон Хасси (ум. 1361)

## Бароны Хасси из Слифорда, третья креация (1529)
- Джон Хасси, 1-й барон Хасси из Слифорда (1465/66 —1537), старший сын судьи сэра Уильяма Хасси (1443—1495).